# La Torre d'En Besora
La Torre d'En Besora là một đô thị trong tỉnh Castellón, Cộng đồng Valencia, Tây Ban Nha. Đô thị La Torre d'En Besora có diện tích 11,9 km², dân số theo điều tra năm 2010 của Viện thống kê quốc gia Tây Ban Nha là 182 người. Đô thị La Torre d'En Besora nằm ở khu vực có độ cao 647 mét trên mực nước biển.